# Pastor Jarman kommer hjem
Pastor Jarman kommer hjem är en norsk svartvit drama- och thrillerfilm från 1958 i regi av Arne Skouen. I titelrollen ses Henki Kolstad och i övriga roller bland andra Henny Moan och Alf Malland.

## Handling
Pastor Jarman är på väg hem från New Orleans med båt. En person i besättningen ligger på sin dödsbädd och av honom får pastorn två mystiska uppdrag. Han får även en guldklocka som mannen vill att pastorn ska ge till en viss Lilly. Precis innan mannen dör säger han: "hjälp Makken", men pastorn hinner aldrig få reda på vem Makken är.
Jarmans vän Tor söker upp Lilly. Hon vill inte ta emot klockan och inte veta av något som har med den döda sjömannen att göra. I klockan står namnet på en person som blev mördad fem år tidigare och spåren leder mot Makken, som jagas både av polis och av Jarman. Till slut lämnar Makken över sig till polisen frivilligt.

## Rollista
- Henki Kolstad – Pastor Jarman
- Henny Moan – Lilly
- Alf Malland – Tor
- Rolf Søder – Makken
- Oscar Egede-Nissen
- Frithjof Fearnley
- Turid Haaland – serveringsdam
- Erling Lindahl
- Henry Nyrén
- Rolf Sand
- Kari Øksnevad – Jarmans fru
- Karl Eilert Wiik
- Turid Balke
- Olav Bugge
- Svein Byhring
- Erik Melbye Brekke
- Tryggen Larsen
- Jan-Einar Schwartzlund – skeppsofficer
- Aud Schønemann – Fröken Sukksstad
- Stevelin Urdahl – skeppsofficer
- Gerd Wiik
- Kai Remlow – Jarmans son

## Om filmen
Pastor Jarman kommer hjem producerades av Ara-Film AS med Odd Rohde som produktionsledare. Den regisserades av Arne Skouen som även skrev manus. Fotograf var Finn Bergan och klippare Bjørn Breigutu. Musiken komponerades av Gunnar Sønstevold. Filmen hade premiär den 18 augusti 1958 i Norge.